# كارلوس جيمس
كارلوس جيمس (بالإنجليزية: Carlos James)‏ هو لاعب كرة قدم أمريكية أمريكي، ولد في 5 فبراير 1972.

## وصلات خارجية
- كارلوس جيمس على موقع JustSportsStats.com (الإنجليزية)
- كارلوس جيمس على موقع كلية كرة القدم في سبورتس رفرنس.كوم (الإنجليزية)